# Бутестан
Бутестан (перс. بوتستان) — село в Ірані, у дегестані Малфеджан, у Центральному бахші, шагрестані Сіяхкаль остану Ґілян. За даними перепису 2006 року, його населення становило 14 осіб, що проживали у складі 4 сімей.